# Varysburg
Varysburg est un village du comté de Wyoming, dans l'État de New York, aux États-Unis. En 2010, il compte une population de 1 646 habitants.